# ラジオ波焼灼術
ラジオ波焼灼術（らじおはしょうしゃくじゅつ、radiofrequency ablation）は、術式の一つ。
肝臓学においては腫瘍の中に細い電極針を挿入し、約480キロヘルツのラジオ波電流を流して針の周囲に熱を発生させ、腫瘍を凝固壊死させる。肝臓がんに対しては2004年4月に保険収載された。
産科学においては、無心体双胎の際に正常胎児（このような無心体双胎における正常胎児を特にポンプ児と呼ぶ）の生存率を上げるために無心体の血流を遮断する方法としてラジオ波焼灼術が用いられることがあり、この無心体双胎の治療法としてのラジオ波焼灼術は日本では2019年3月に保険収載された。